# Hekatomnos
Hekatomnos (gr. Ἑκατόμνος) – starożytny grecki biegacz, olimpijczyk.
Pochodził z Elidy lub Miletu. Podczas igrzysk olimpijskich w 72 roku p.n.e. odniósł jednoczesne zwycięstwo w biegu na stadion, diaulosie oraz biegu w zbroi, zdobywając w ten sposób zaszczytny tytuł triastes.